# ESRO 4
ESRO 4 ou ESRO IV est un satellite scientifique développé par le CERS (en anglais ESRO) une des deux agences spatiales européennes qui ont précédé l'ESA. Son objectif était de déterminer la manière dont les particules émises par le Soleil pénétraient et interagissaient  avec la magnétosphère terrestre.  Le satellite lancé le 20/11/1972 a rempli sa mission avec succès.  

## Historique
ESRO 4 fait partie des satellites de première génération développés par le CERS comportant plusieurs instruments scientifiques développés par plusieurs équipes. Le développement de ESRO IV est décidé en janvier 1969. Le cout est évalué à l'époque à 35-40 millions francs. Le satellite est construit par les sociétés Hawker Siddely Dynamics. Il est lancé le 20/11/1972 par une fusée américaine Scout depuis la base de lancement de Vandenberg et placé sur une orbite polaire avec un apogée de 1 186 km, un périgée de 252 km et une inclinaison de 91,1 degrés. L'orbite du satellite a évolué de manière à couvrir l'ensemble de la surface du globe grâce à une précession du périgée de 3,5 ° par jour. Le satellite a été détruit durant sa rentrée atmosphérique qui a eu lieu le 15 avril 1974.

## Caractéristiques techniques
Le corps du satellite est comme ESRO 2 de forme cylindrique, recouvert de cellules solaires, et sa masse est de 130 kg. Il spinné c'est-à-dire stabilisé par la mise en rotation autour de son axe (1 tour par seconde). Les données qui sont stockées sur bande peuvent être transmises selon 3 modes dont le plus rapide a un débit de 10 kilobits par seconde. Le satellite emporte 5 expériences scientifiques :
- Spectromètre à ions positifs pour déterminer leur température et leur densité développé par l'University College de Londres.
- Spectromètre de masse pour gaz neutres développé par l'université de Bonn
- Spectromètre à particules aurorales développé par l'observatoire géophysique de Kiruna
- Spectromètre à particules solaires et galactiques (2,5-320 MeV) développé par l'observatoire d'Utrecht
- Spectromètre à particules solaires et galactiques (2,5-360 MeV) développé par l'Institut Max Planck à Garching.